# Aartsbisdom Pouso Alegre

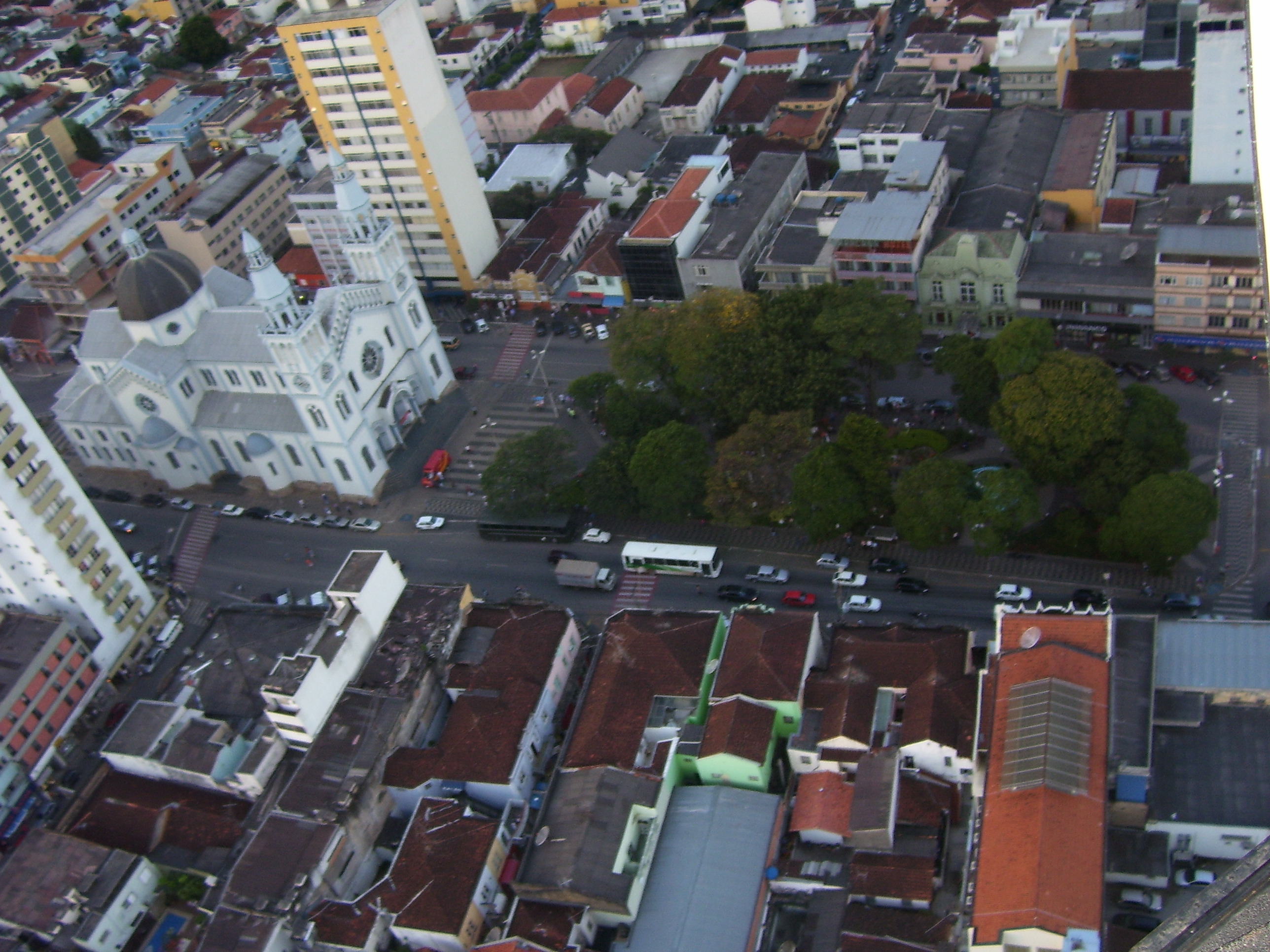
Kathedraal van Pouso Alegre

Het aartsbisdom Pouso Alegre (Latijn: Archidioecesis Pouse Alegre, Portugees: Arquidiocese de Pouso Alegre) is een Braziliaans rooms-katholiek aartsbisdom in Minas Gerais. De metropolitane bisschopszetel is gevestigd in Pouso Alegre. Paus Leo XIII stichtte in 1900 het bisdom Pouso Allegre op. Het territorium werd losgemaakt uit het bisdom Mariana. In 1916 verloor Pouso Allegre op haar beurt terrotorium aan het nieuwe bisdom Guaxupé. Op 14 april 1962 verhief paus Johannes XXIII met zijn bul "Qui Tanquam Petrus" het bisdom tot aartsbisdom.
Het aantal katholieken in Pouso Allegre bedraagt ongeveer 594.000, wat circa 77,1% van de bevolking is. Het percentage katholieken daalde in de periode 1965-2019 van 97% naar 77%. Het aantal priesters nam toe van 94 in 1965 tot 139 in 2019.

## Bisschoppen
- 1901-1908: João Batista Corrêa Nery (Neri)
- 1909-1916: Antônio Augusto de Assis
- 1916-1959: Octávio Augusto Chagas de Miranda
- 1960-1990: José d’Angelo Neto
- 1991-1996: João Bergese
- 1996-2014: Ricardo Pedro Chaves Pinto Filho
- 2014-heden: José Luiz Majella Delgado